# Nicolás González
Nicolás Iván González, född 6 april 1998, är en argentinsk fotbollsspelare som spelar för Juventus, på lån från Fiorentina och Argentinas landslag.

## Landslagskarriär
González debuterade för Argentinas landslag den 13 oktober 2019 i en 6–1-vinst över Ecuador.

### Landslagsmål
| Nr | Datum             | Arena                                                           | Landskamp | Motståndare | Mål | Resultat | Tävling             |
| -- | ----------------- | --------------------------------------------------------------- | --------- | ----------- | --- | -------- | ------------------- |
| 1  | 12 november 2020  | La Bombonera, Buenos Aires, Argentina                           | 4         | Paraguay    | 1–1 | 1–1      | Kvalet till VM 2022 |
| 2  | 17 november 2020  | Estadio Nacional, Lima, Peru                                    | 5         | Peru        | 1–0 | 2–0      | Kvalet till VM 2022 |
| 3  | 25 mars 2022      | La Bombonera, Buenos Aires, Argentina                           | 18        | Venezuela   | 1–0 | 3–0      | Kvalet till VM 2022 |
| 4  | 28 mars 2023      | Estadio Único Madre de Ciudades, Santiago del Estero, Argentina | 22        | Curaçao     | 2–0 | 7–0      | Vänskapsmatch       |
| 5  | 12 september 2023 | Estadio Hernando Siles, La Paz, Bolivia                         | 25        | Bolivia     | 3–0 | 3–0      | Kvalet till VM 2026 |
| 6  | 10 september 2024 | Estadio Metropolitano Roberto Meléndez, Barranquilla, Colombia  | 41        | Colombia    | 1–1 | 1–2      | Kvalet till VM 2026 |